# Эльвана Джата
Эльвана Джата (алб. Elvana Gjata; родилась 3 февраля 1987 года), также известная как просто Эльвана (алб. Elvana), — албанская певица, автор песен, композитор, актриса и предприниматель. Для неё характерно использование различных музыкальных стилей на протяжении всей её музыкальной профессиональной карьеры, до неё, в детстве, она выступала в различных конкурсах пения и танцев.
Родившаяся и выросшая в Тиране Эльвана получила признание в албаноязычном мире благодаря выпуску двух студийных альбомов «Mamës» (2007) и «Afër dhe larg» (2011), для которых характерны музыкальные стили ар-н-би и данс-поп. Более поздний её альбом «3» (2018) содержит больше элементов современного поп-рока и балканской народной музыки.
По состоянию на декабрь 2019 года её видео собрали более 664 миллионов просмотров на YouTube, что делает Эльвану одним из самых популярных исполнителей в албанской музыкальной индустрии. Она также является одним из самых популярных персон Instagram в Албании, Косово и других албаноязычных территориях. Эльвана была удостоена многочисленных музыкальных наград и премий, в том числе Balkan Music Awards, Festivali i Këngës, Kenga Magjike и Top Fest. Она также победила в третьем сезоне албанской версии программы «Танцы со звёздами».

## Биография и карьера

### 1987—2004
Эльвана Джата родилась 3 февраля 1987 года в албанской католической семье в Тиране, столице тогдашней Народной Республики Албании. Её отец Фатмир служил в Вооружённых силах Албании более 20 лет. Её старшая сестра Мигена также является певицей (сопрано), сделавшей музыкальную карьеру в Германии. Эльвана училась на кинорежиссёра в Университете искусств Албании в Тиране. Описывая свою юность, она отметила, что выросла в бедном, но счастливом доме.

### 2005—2012
Эльвана начала посвящать себя музыке, когда в возрасте 14 лет она прослушивалась на албанское шоу талантов «Ethet e së premtes mbrëma». Спустя год она участвовала в «Festivali i Këngës» с песней «Pranë Teje», которую она посвятила богу. В 2004 году она выпустила свой первый сингл «Të Kam Xhan», написанный для её участия в «Kenga Magjike» своим будущим коллегой и менеджером Флори Мумаеси. Вскоре после этого она начала работать над своим дебютным альбомом «Mamës». С тех пор она дважды участвовала в этом конкурсе, в том числе в 2007 году и в 2009 году, заняв третье место с песней «Ku Jeton Dashuria» в 2007 году и второе в 2009 году с композицией «Dhe Zemra Ndal».
В 2011 году Эльвана выпустила свой второй студийный альбом «Afër dhe Larg» с 15 треками, включая одноимённый сингл «Afër dhe Larg». Последний принёс Эльване её первые премии Balkan Music Awards за лучшую албанскую песню года, лучшее музыкальное видео на Балканах и лучшую песню на Балканах. Тогда же она победила на Top Fest с песней «Me Ty», которую посвятила своей подруге Эльсине Хидерше, погибшей в автокатастрофе в том же году.
В 2012 году Эльвана выпустила только один сингл под названием «Gjaku im» (Моя кровь), который сопровождался музыкальным клипом и был создан в честь 100-летия независимости Албании. Премьера клипа состоялась 28 апреля 2012 года и содержала мощное послание албанскому народу. В течение этого года певица появлялась во множестве албанских рекламных проектах, и она стала лицом Tring Digital на Albanian TV platform и TEB Bank. Эльвана упоминала в интервью, что танцы были её второй страстью. Она была приглашена поучаствовать в третьем сезоне албанской версии Танцев со звездами. Её партнером был Герди. Она была фаворитом этого шоу с самого начала и стала в итоге его победительницей.

### 2013—2016
В начале 2013 года Эльвана записала пять акустических живых сессий. В течение года она выпустила четыре новых сингла: «Fake», «Fake (Remix)», «Beso» (Believe) с участием 2po2 и «1990» (с участием MC Kresha). Сингл «Fake» был написан самой Эльваной, в котором она затронула текущие проблемы в Албании. Песня имела большой успех в социальных сетях и была названа «Top Dance Track» на Deezer, обойдя таких известных исполнителей, как Дэвид Гетта, Swedish House Mafia и многих других. Сингл также достиг 12-й позиции в лучших треках Deezer, обойдя Дженнифер Лопес, Эмели Санде и Рианну. Позднее певица выпустила ремикс на него в сотрудничестве с Флори Мумаеси, KAOS и P.I.N.T.
Эльвана была номинирована на четыре награды на Videofest Awards за сингл «Beso» с 2Po2, где она победила в двух номинациях. Летом того же года она выступала в туре по албаноязычным территориям, а также Швейцарии, Германии и странам Скандинавии.
В начале 2014 года Эльвана выпустила свой сингл «Disco Disco», который занял первое место в чартах MYMUSIC TV и стал одной из самых успешных албанских песен 2014 года. Позже было объявлено, что певица стала лицом «Albtelecom». Летом того же года Эльвана выпустила ещё один сингл под названием «Puthe» (Поцелуй). Он имел коммерческий успех в Албании, в том числе и в социальных сетях.

### 2017-наст. время
После нескольких месяцев, проведённых в США, Элвана начала сотрудничать с такими известными музыкальными деятелями, как американский продюсер Poo Bear и французский диджей Дэвид Гетта. В феврале 2017 года она приняла участие в 59-й церемонии «Грэмми» в Лос-Анджелесе по приглашению Poo Bear. В июне 2017 года она выпустила свой первый англоязычный сингл «Forever Is Over», который занял первое место в Албании. Несколько месяцев спустя, в феврале 2018 года, состоялась премьера её второго мини-альбома «3». В апреле того же года Poo Bear выпустил свой дебютный студийный альбом «Poo Bear Presents Bearthday Music», включив туда совместную с Эльваной песню «Shade». В том же месяце она записала с американским рэпером Ty Dolla Sign свой следующий сингл «Off Guard», который достиг 27-го места в Албании.
В июне 2019 года Эльвана во второй раз сотрудничала с албанским рэпером Capital T, записав с ним композицию «Fustani», занявшую первое место в Албании. Этому синглу предшествовал «Meine Liebe» с участием немецко-албанского певца Ардиана Буюпи, песня заняла 73 место в Швейцарии. В августе 2019 года Эльвана выпустила свой последующий сингл «A m'don» и выступила на фестивале Sunny Hill в Приштине, разделив сцену с другими известными артистами, такими как Майли Сайрус, Кельвин Харрис и Дуа Липа. В октябре 2019 года Албанская телерадиовещательная компания Radio Televizioni Shqiptar объявила Эльвану одной из 20 участниц, отобранных для участия в 58-м Festivali i Këngës с песней «Me tana». Впоследствии она стала фаворитом букмекерских контор и болельщиков, однако в итоговом финале заняла второе место, набрав максимальное количество баллов от международного жюри.

## Образ и стиль
Музыкальная деятельность и модный образ Эльваны широко освещаются средствами массовой информации по всей Албании и в албанскоязычном мире. Её музыкальный стиль часто определяется как ар-н-би и поп, но её музыка включает и множество других музыкальных жанров, таких как EDM, фолк-поп, данс-поп, фанк, поп-рок и соул. Сама певица назвала албанских женщин-музыкантов, таких как Ваче Зела, Парашкеви Симаку, Аурела Гаче и Неджмие Пагаруша, как оказавших на неё влияние.

## Дискография
- Mamës (2007)
- Afër dhe Larg (2011)
- Acoustic Live Session (2013)
- 3 (2018)